# 테드 화이트

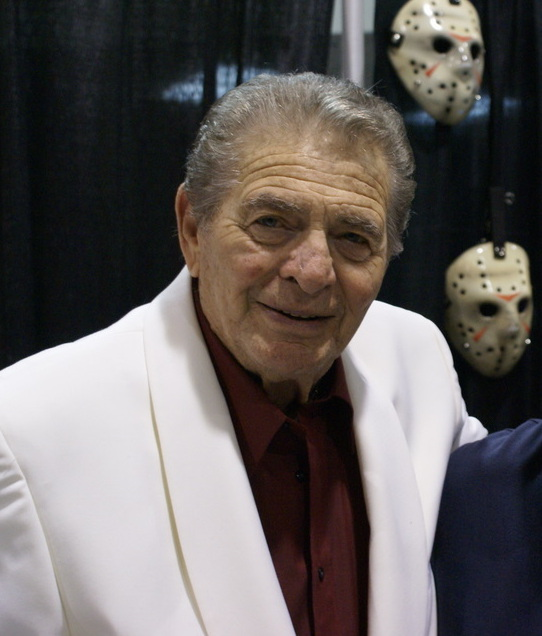

테드 화이트(Ted White, 1926년 1월 25일 ~ 2022년 10월 14일)는 미국의 배우, 스턴트 배우, 영화배우였다.

## 출연작

### 영화
- 제이슨이었던 이름의 남자: 13일의 금요일 30년 (2009년) - 본인 역
- 더블 테이크 (2001년)
- 메이저 리그 (1989년)
- 13일의 금요일 7 - 새로운 살인 (1988년)
- 핫 퍼슈트 (1987년)
- 고요의 땅 (1986년)
- 집행자 (1986년)
- 실버라도 (1985년)
- 와일드 라이프 (1984년)
- 스타맨 (1984년)
- 로맨싱 스톤 (1984년)
- 고독한 방랑자의 전설 (1981년)
- 오, 굿! 북 2 (1980년) - 모터사이클 폴리스맨 역
- 포인트 블랭크 (1967년) - 축구선수 역
- 리오 브라보 (1959년)